# Maria Naryszkina
Maria Naryszkina, również Maria Antonowna, ros. Мария Антоновна Нарышкина (ur. 2 lutego 1779 w Warszawie, zm. 6 września 1854 w Starnbergu) – rosyjska księżna polskiego pochodzenia, metresa cesarza Aleksandra I. 

## Życiorys
Jej ojcem był Antoni Stanisław Czetwertyński (1748–1794), kasztelan przemyski, rosyjski jurgieltnik i targowiczanin, powieszony przez lud Warszawy w czasie insurekcji kościuszkowskiej, a matką Tekla zd. Kampenhauzen (von Campenhausen), pochodząca z inflanckiej szlachty .
Po śmierci ojca, wraz z rodzeństwem Janiną (zwana Żanetą) i Borysem, przybyła do Petersburga, gdzie zostawszy damą dworu Katarzyny II, została w 1795 wydana za mąż za Dymitra Lwowicza Naryszkina (1764–1838) , który otrzymał tytuł Wielkiego Łowczego Jego Cesarskiej Wysokości.
Według opisów współczesnych jej osób, Maria Naryszkina przyćmiewała wszystkie kobiety dworu (...), jej piękność jest tak doskonała, że wydaje się nieprawdopodobna, nadnaturalna, idealne linie jej twarzy i nieskazitelna sylwetka rysują się ze szczególną czystością.
Swoją urodą Maria wnet zwróciła uwagę nowego władcy Rosji, cara Aleksandra I, który po odsunięciu się od żony Elżbiety i kilku przelotnych znajomościach, w 1801 rozpoczął wieloletni romans z Naryszkiną. Mimo swej oficjalnej wręcz pozycji u boku cara Maria nie ingerowała w politykę, nie wdawała się w dworskie intrygi, nie ubiegała się też o korzyści majątkowe, bowiem bogactwo rodziny jej męża było „wręcz niezmierzone”, za to Aleksander cenił urok i ciepło, jakie znalazł u nowej kochanki, a których „nie zaznawał w małżeńskim domu”. Jakkolwiek Maria nie angażowała się w sprawy państwowe, to jej osoba pojawiała się w raportach dyplomatów urzędujących w rosyjskiej stolicy, np. ambasadorów Szwecji i Sardynii, zaś przedstawiciel cesarza Napoleona, generał Savary za jej pośrednictwem próbował ostrzec cara przed możliwym zamachem stanu.
W 1813 lub 1814, tuż przed wyjazdem cara na kongres wiedeński, gdzie miano decydować o kształcie Europy po upadku Napoleona, Maria Naryszkina porzuciła cara i wyjechała z Rosji razem z nowym kochankiem , według innych źródeł wyjazd był spowodowany złym stanem zdrowia córki Zofii. 
W 1833 roku zamieszkała z mężem w Odessie, a w ostatnich latach życia mieszkała za granicą. 
Ze związku Marii Naryszkiny i Aleksandra urodziła się w 1808 wspomniana Zofia, która przyjęła nazwisko męża matki (dwie córki cara pochodzące z małżeństwa i dwie córki, których matką była Maria, nie przeżyły dzieciństwa). Car, mimo rozstania z Marią, był bardzo przywiązany do Zofii, która jednak chorowała na gruźlicę i zmarła w czerwcu 1824, co Aleksander odczuł jako wielką osobistą tragedię. Innymi dziećmi Marii była córka Marina (1798–1871), do ojcostwa której nie miał wątpliwości mąż Naryszkiny, oraz syn Emanuel (1813–1901), którego ojcem miał być książę Grigorij Gagarin.